# Dirección General de Asuntos Internos (Marruecos)
La Dirección General de Asuntos Internos es el departamento más importante del Ministerio del Interior marroquí. Dentro de este departamento hay una multitud de agentes que recopilan todo tipo de información dentro de cinco divisiones. 

## Divisiones
- El Departamento de Asuntos Generales con el siguiente organigrama:
  - wali
  - gobernador
  - bajá
  - caïd
  - khalifa
  - moqqadem
  - jeque
- El Departamento de Estudios y Análisis
- La División de Fronteras
- La División de Elecciones
- División de Estudios y Cooperación